# FDP Kanton Zürich
Die FDP Kanton Zürich (Schreibung gemäss Statuten FDP.Die Liberalen Kanton Zürich) ist eine politische Partei in der Schweiz. Sie bildet die Sektion des Kantons Zürich der auf den 1. Januar 2009 aus dem Zusammenschluss der Freisinnig-Demokratischen Partei (FDP) und der Liberalen Partei der Schweiz (LPS) hervorgegangenen FDP Schweiz.

## Geschichte
Ihre Wurzeln reichen bis ins 19. Jahrhundert. Die Freisinnig-Demokratische Partei entstand 1894 und ging ihrerseits aus dem 1835 gegründeten Nationalverein und dem 1872 gebildeten Volksverein hervor. 1978 wurde die parlamentarische Fraktion ins Leben gerufen.
Die Liberale Partei der Schweiz ging aus dem 1875 konstituierten Eidgenössischen Verein, welcher sich aus den Liberal-Konservativen der reformierten Kantone zusammensetzte, hervor. 1893 schufen die Liberalen die liberale demokratische Fraktion des Parlamentes und im Jahr 1913 die Liberale Partei der Schweiz.

## Parteiorgane und Organisation
Mit etwa 9'500 Mitgliedern ist die FDP Kanton Zürich die mitgliederstärkste Partei im Kanton Zürich. Im Zürcher Kantonsrat verfügt die Partei für die Legislatur 2023–2027 über 30 Sitze. Im Regierungsrat ist die Partei mit Carmen Walker Späh vertreten.
Im eidgenössischen Parlament ist der Kanton Zürich mit den freisinnigen Nationalräten Beat Walti, Hans-Peter Portmann, Regine Sauter, Andri Silberschmidt und Bettina Balmer vertreten.
Als Parteipräsident wurde am 21. November 2023 der Zürcher Stadtrat Filippo Leutenegger gewählt, welcher sich gegen Peter Grünenfelder durchsetzte. Fraktionspräsident ist Claudio Zihlmann von Zürich.

## Inhaltliche Schwerpunkte und Werte
In den Kantons- und Nationalratswahlen von 2015 setzte die Partei auf das Wahlkampf Thema „Sicherung und Schaffung von Arbeitsplätzen“. Dieses Ziel soll dank verschiedener Massnahmen erreicht werden. Die Unternehmen müssen durch Steuerreduktionen und Bürokratieabbau entlastet werden, dies um sich besser auf den Erfolg des in- und ausländischen Wettbewerbs konzentrieren zu können. Konkret forderte die Partei, dass die Unternehmenssteuerreform III so rasch wie möglich umgesetzt wird. Weiter sollen staatliche Ausgaben eingefroren und teure Projekte verhindert werden.
Ein weiterer wichtiger Aspekt der Sicherung von Arbeitsplätzen stellen die Bilateralen Verträge mit der Europäischen Union dar, dies weil die Schweizer Wirtschaft eng mit dem Europäischen Binnenmarkt verknüpft ist. Ein freier marktwirtschaftlicher Zugang stellt die Grundvoraussetzung, dass Schweizer Unternehmen international erfolgreich sind. Die Partei setzt sich daher konsequent für den Bilateralen Weg mit der Europäischen Union und für weitere Freihandelsverträge mit anderen Staaten ein.
Letztendlich können Arbeitsplätze aber nur durch Innovation und erstklassige Bildung gesichert und geschaffen werden. Daher engagiert sich die Partei, dass der Kanton Zürich als Forschungs-, Bildungs- und Innovationsstandort noch bedeutender wird. Konkret bedeutet das, dass das duale Bildungssystem und die Vereinbarkeit von Beruf und Familie gestärkt werden sollen.
Die inhaltliche Positionierung der FDP Kanton Zürich basiert dabei auf den ideologischen Werten der FDP Schweiz: Freiheit, Gemeinsinn und Fortschritt. Diese Werte sind die Basis für freisinnige Errungenschaften wie: „liberale Wirtschafts- und Gesellschaftsordnung, Föderalismus, direkte Demokratie, Rechtsstaatlichkeit, ein starker aber schlanker Staat, das Milizsystem, ein gutes Bildungssystem und Weltoffenheit“.